# Драфт НХЛ 1991
Драфт НХЛ 1991 відбувся 22 червня у Баффало (Нью-Йорк, США). Всього було проведено 12 раундів драфту, в котрих команди НХЛ закріпили свої права на спортивну діяльність 264 хокеїстів. Перший номер драфта, Ерік Ліндрос, відмовився підписувати контракт з «Квебек Нордікс» і клуб обміняв його у «Філадельфію Флаєрс» на Петера Форсберга.

## Вибір за раундом

### Перший раунд
| №  | Гравець           | Амплуа               | Команда НХЛ          |
| -- | ----------------- | -------------------- | -------------------- |
| 1  | Ерік Ліндрос      | центральний нападник | «Квебек Нордікс»     |
| 2  | Пет Фаллун        | правий нападник      | «Сан-Хосе Шаркс»     |
| 3  | Скотт Нідермаєр   | правий нападник      | «Нью-Джерсі Девілс»  |
| 5  | Аарон Ворд        | захисник             | «Вінніпег Джетс»     |
| 6  | Петер Форсберг    | центральний нападник | «Філадельфія Флаєрс» |
| 10 | Мартен Лапойнт    | правий нападник      | «Детройт Ред-Вінгс»  |
| 11 | Браєн Ролстон     | правий нападник      | «Нью-Джерсі Девілс»  |
| 12 | Тайлер Райт       | центральний нападник | «Едмонтон Ойлерс»    |
| 13 | Філіпп Буше       | захисник             | «Баффало Сейбрс»     |
| 15 | Олексій Ковальов  | правий нападник      | «Нью-Йорк Рейнджерс» |
| 16 | Маркус Неслунд    | лівий нападник       | «Піттсбург Пінгвінс» |
| 18 | Глен Мюррей       | правий нападник      | «Бостон Брюїнс»      |
| 20 | Мартін Ручинський | правий нападник      | «Едмонтон Ойлерс»    |

### Другий раунд
| №  | Гравець          | Амплуа               | Команда НХЛ          |
| -- | ---------------- | -------------------- | -------------------- |
| 23 | Рей Вітні        | лівий нападник       | «Сан-Хосе Шаркс»     |
| 26 | Жигмунд Палффі   | правий нападник      | «Нью-Йорк Айлендерс» |
| 27 | Стів Стейос      | захисник             | «Сент-Луїс Блюз»     |
| 28 | Джим Кемпбелл    | крайній нападник     | «Монреаль Канадієнс» |
| 29 | Джессен Каллімор | захисник             | «Ванкувер Канакс»    |
| 30 | Сандіс Озоліньш  | захисник             | «Сан-Хосе Шаркс»     |
| 37 | Дарсі Веренка    | захисник             | «Нью-Йорк Рейнджерс» |
| 40 | Йозеф Штумпел    | центральний нападник | «Бостон Брюїнс»      |

### Третій раунд
| №  | Гравець          | Амплуа               | Команда НХЛ          |
| -- | ---------------- | -------------------- | -------------------- |
| 46 | Річ Бреннан      | захисник             | «Квебек Нордікс»     |
| 47 | Янік Перро       | центральний нападник | «Торонто Мейпл-Ліфс» |
| 48 | Джеймі Макленнан | воротар              | «Нью-Йорк Айлендерс» |
| 50 | Янік Дюпре       | крайній нападник     | «Філадельфія Флаєрс» |
| 51 | Шон Пронгер      | центральний нападник | «Ванкувер Канакс»    |
| 54 | Кріс Осгуд       | воротар              | «Детройт Ред-Вінгс»  |
| 58 | Стів Коновальчук | лівий нападник       | «Вашингтон Кепіталс» |
| 59 | Мікаель Нюландер | центральний нападник | «Гартфорд Вейлерс»   |
| 62 | Марсель Кузіно   | воротар              | «Бостон Брюїнс»      |

### Наступні раунди
| №          | Гравець                | Амплуа               | Команда НХЛ            |
| ---------- | ---------------------- | -------------------- | ---------------------- |
| 4-й раунд  |                        |                      |                        |
| 68         | Дейв Карпа             | захисник             | «Квебек Нордікс»       |
| 70         | Мілан Гнілічка         | воротар              | «Нью-Йорк Айлендерс»   |
| 71         | Ігор Кравчук           | захисник             | «Чикаго Блекгокс»      |
| 72         | Пітер Амброзяк         | крайній нападник     | «Баффало Сейбрс»       |
| 76         | Майк Кнубл             | правий нападник      | «Детройт Ред-Вінгс»    |
| 81         | Олексій Житник         | захисник             | «Лос-Анджелес Кінгс»   |
| 5-й раунд  |                        |                      |                        |
| 91         | Юха Ілонен             | центральний нападник | «Вінніпег Джетс»       |
| 97         | Майк Кеннеді           | центральний нападник | «Міннесота Норт-Старс» |
| 101        | Стів Шілдс             | воротар              | «Баффало Сейбрс»       |
| 102        | Олексій Кудашов        | центральний нападник | «Торонто Мейпл-Ліфс»   |
| 106        | Маріуш Черкавський     | правий нападник      | «Бостон Брюїнс»        |
| 6-й раунд  |                        |                      |                        |
| 120        | Олександр Кузьминський | нападник             | «Торонто Мейпл Ліфс»   |
| 122        | Дмитро Юшкевич         | захисник             | «Філадельфія Флаєрс»   |
| 123        | Шон О'Доннелл          | захисник             | «Баффало Сейбрс»       |
| 127        | Олег Петров            | правий нападник      | «Монреаль Канадієнс»   |
| 7-й раунд  |                        |                      |                        |
| 134        | Мікаель Юганссон       | центальний нападник  | «Квебек Нордікс»       |
| 135        | Мартін Прохазка        | правий нападник      | «Торонто Мейпл-Ліфс»   |
| 136        | Андреас Юганссон       | центальний нападник  | «Нью-Йорк Айлендерс»   |
| 138        | Андрій Ломакін         | лівий нападник       | «Філадельфія Флаєрс»   |
| 142        | Ігор Малихін           | лівий нападник       | «Детройт Ред Вінгз»    |
| 152        | Келлі Фейрчайлд        | центральний нападник | «Лос-Анджелес Кінгс»   |
| 153        | Террі Голлінґер        | захисник             | «Сент-Луїс Блюз»       |
| 8-й раунд  |                        |                      |                        |
| 156        | Янне Лаукканен         | захисник             | «Квебек Нордікс»       |
| 160        | Дмитро Миронов         | захисник             | «Торонто Мейпл-Ліфс»   |
| 169        | Корі Гірш              | воротар              | «Нью-Йорк Рейнджерс»   |
| 171        | Браян Севедж           | крайній нападник     | «Монреаль Канадієнс»   |
| 10-й раунд |                        |                      |                        |
| 209        | Роб Ліск               | захисник             | «Вашингтон Кепіталс»   |
| 220        | Олександр Андрієвський | правий нападник      | «Чикаго Блекгокс»      |
| 11-й раунд |                        |                      |                        |
| 232        | Євген Бєлошейкін       | воротар              | «Едмонтон Ойлерс»      |
| 12-й раунд |                        |                      |                        |
| 247        | Сергій Сорокін         | захисник             | «Вінніпег Джетс»       |
| 248        | Джон Парко             | центральний нападник | «Філадельфія Флаєрс»   |
| 261        | Андрій Трефілов        | воротар              | «Калгарі Флеймс»       |

## Сумарна статистика за країнами
| Місце                      | Країна                     | Кількість |
| -------------------------- | -------------------------- | --------- |
| 1                          | Канада                     | 142       |
| 2                          | США                        | 67        |
| Всього з Північної Америки | Всього з Північної Америки | 209       |
| 3                          | СРСР                       | 24        |
| 4                          | Швеція                     | 11        |
| 5                          | Чехословаччина             | 10        |
| 6                          | Фінляндія                  | 6         |
| 7                          | Німеччина                  | 1         |
| 7                          | Норвегія                   | 1         |
| 7                          | Польща                     | 1         |
| 7                          | Швейцарія                  | 1         |
| Всього з Європи            | Всього з Європи            | 55        |